# (523776) 2014 YB50
(523776) 2014 YB50 est un objet transneptunien faisant partie des cubewanos; son diamètre est d'environ 280 km.